# Schneeberg, Erzgebirgskreis
Schneeberg är en stad i norra delen av distriktet Erzgebirgskreis i Sachsen i Tyskland. Den har en genomsnittlig höjd av 478 meter över havet.
Staden uppkom i samband med gruvdriften. Under senare 1400-talet hittades malmgångar med silver och 1471 grundades orten Schneeberg. Ytterligare delar av staden byggdes enligt planritningar och grundstensläggningen till den första kyrkan utfördes av hertig Albrekt III av Sachsen-Meissen. Enligt en legend hittades under samma tid en silverplatta som var 2 meter lång, 2 meter bred och 1 meter hög. Albrekt ska ha använd detta "bord" under en måltid.
Samhället fick 1481 stadsrättigheter och två är senare tillstånd för myntframställning. Utöver silver utvanns tenn, vismut och kobolt i gruvorna.
Det aktuella rådhuset är från 1851/1852. Två tidigare byggnader föll offer för bränder 1719 respektive 1849. Större delar av staden förstördes under bombningar vid slutet av Andra världskriget. Bland annat brann kyrkan Sankt Wolfgang av Regensburg. I kyrkan fanns ett altare skapat av Lucas Cranach den äldre som gömdes före överfallet och som därför är bevarat.
I en annan gruva vid staden hittades under 1700-talet kaolin. Denna vita lera användes i Meissen för framställning av porslin. Året 2006 invigdes ett klockspel med poslinsklockor på rådhusets torn.